# اتحادیه فوتبال قبرس
اتحادیه فوتبال قبرس (یونانی: Κυπριακή Ομοσπονδία Ποδοσφαίρου (ΚΟΠ)) نهاد اداره‌کننده مسابقات فوتبال و فوتسال در کشور قبرس است.
این اتحادیه که در ۲۳ سپتامبر ۱۹۳۴ تأسیس شده عضو یوفا و فیفا نیز می‌باشد و مقر آن در شهر نیکوزیا است.
مسابقات لیگ دسته اول فوتبال قبرس، جام حذفی فوتبال قبرس و سوپر جام فوتبال قبرس زیر نظر این اتحادیه برگزار می‌شود.